# 고트프리트 바이만
고트프리트 바이만(독일어: Gottfried Weimann, 1907년 9월 16일 ~ 1990년 3월 13일)은 독일의 육상 선수였다. 그는 1932년 올림픽에서 4위를 했고 1936년 올림픽에서 9위를 했다.

## 인물 정보
바이만은 1930년까지 66.97m의 거리로 창을 던진 세계 최고의 창던지기 선수였다. 그는 그 해에 열린 다름슈타트 유니버시아드 대회에서 64.24m로 2명의 핀란드 선수 뒤에서 3위를 했다. 1932년 로스앤젤레스 올림픽을 앞두고 그는 라이프치히에서 69.54m의 거리로 창을 던졌다.
올림픽에서 그는 올림픽 신기록 1라운드에서 68.18m의 거리로 창을 던졌다. 그러나, 핀란드의 세계 기록 보유자 마티 야르비넨은 나중에 같은 라운드에서 71.25m에 도달했다. 바이만은 야르비넨 뒤에서 2위를 했지만, 다른 핀란드 선수 에이노 펜틸라와 마티 시팔라는 5라운드와 6라운드를 통과했다.
그는 헝가리의 바르세기 요제프와 술레가 불참한 1933년 투린 유니버시아드 대회에서 또 다른 동메달을 획득했다. 그해 말에 그는 마침내 그단스크에서 개인 최고 기록 73.40m에 도달했다. 그는 1934년 유럽 선수권 대회에서 6위를 했다. 그는 1936년 7월에 72.24m의 거리로 창을 던져서 또 다른 형태로 2년간 남아있었다. 그러나 그는 1936년 베를린 올림픽에서 63.58m의 거리로 창을 던져서 겨우 9위에 머물렀다.

## 참조
1. ↑  Jukola, Martti (1935년). 《Huippu-urheilun historia》 (핀란드어). Werner Söderström Osakeyhtiö.